# Kaliska (powiat międzychodzki)
Kaliska – osada w Polsce położona w województwie wielkopolskim, w powiecie międzychodzkim, w gminie Międzychód.
W latach 1975–1998 miejscowość położona była w województwie gorzowskim.